# عبدالله والی
حاج عبدالله والی، مسئول کمیتهٔ امداد امام خمینی و نمایندهٔ روح‌الله خمینی در منطقهٔ محروم بشاگرد بود که در اردیبهشت سال ۸۴ درگذشت.

## زندگی
عبدالله والی اولین فرزند مرشد نصرالله والی سال ۱۳۲۷ در دولاب تهران به دنیا آمد. پس از طی مراحل تحصیلی، در سال ۱۳۵۱ به استخدام بانک صادرات ایران درآمد و در همان سال ازدواج کرد و صاحب ۳ فرزند شد.
والی در جریان مبارزات مردم ایران علیه حکومت پهلوی حضوری فعالانه داشته و در کنار آن از طریق بنیاد امام جعفر صادق به حمایت از بینوایان می‌پرداخت. پس از پیروزی انقلاب اسلامی ایران به فعالیت در امر خدمت‌رسانی به محرومین پرداخت.
وی در سال ۱۳۶۱ طی مأموریتی از سوی نمایندهٔ ولی فقیه و سرپرستی کمیتهٔ امداد امام خمینی جهت فقرزدایی به بشاگرد هرمزگان رفت و در مدت ۲۳ سال در آنجا خدمات ارزنده‌ای را انجام داد. از اهم خدمات وی می‌توان به ساخت راه‌های ارتباطی، ساخت مدارس و دبیرستان‌ها، ایجاد مراکز بهداشتی و درمانی، ایجاد مراکز فرهنگی و ورزشی، آموزش و تربیت نیروهای فنی و حرفه‌ای و … اشاره کرد.

## منطقهٔ محروم بشاگرد
او در سفر هرمزگان با منطقهٔ محروم بشاگرد از توابع شهرستان میناب آشنا شد و آن را گزارش کرد. در سال ۱۳۶۱ او طی حکمی رسمی برای محرومیت‌زدایی از منطقهٔ بشاگرد از سوی نمایندهٔ ولی فقیه در کمیتهٔ امداد مأموریت پیدا کرد که به آن منطقه رفته و وضعیت منطقه را بهبود ببخشد.
او طی ۲۳ سال و با اجرای طرح‌های گسترده عمرانی، مردم محروم بشاگرد را از فقر رهانید و چهرهٔ قبلی این منطقه را به کلی دگرگون کرد.

## درگذشت
والی پس از ۲۳ سال جهاد در محروم‌ترین نقطهٔ ایران یعنی بشاگرد در ۸ اردیبهشت ۱۳۸۴ در سن ۵۶ سالگی در اثر سکتهٔ قلبی جان باخت و پیکر او در بهشت زهرا تهران به خاک سپرده شد.
علی خامنه‌ای رهبر انقلاب در پیامی به مناسبت فوت والی نوشت: «آقای حاج عبدالله والی یکی از آدم‌هایی است که قطعاً در تاریخ انقلاب و تاریخ کشور نامش خواهد ماند و به نیکی یاد خواهد شد خداوند درجاتش را عالی کند».
سید محمد خاتمی رئیس‌جمهور وقت، بعد از ۱۲ روز از درگذشت عبدالله والی در دیدار با مردم بشاگرد گفت: «امروز هنگامی من خدمت شما هستم که این عزیز بزرگوار که چندین سال در کنار شما بود امروز به جوار رحمت حق رفته است و مطمئن هستم که نتیجهٔ خدمات و زحمات او را خداوند با رحمت و عنایت واسعهٔ خود به او خواهد داد».
حداد عادل رئیس مجلس شورای اسلامی نیز پس از درگذشت او در سخنانی در جلسهٔ علنی مجلس شورای اسلامی به مناسبت‌های مختلف این هفته و در گرامیداشت یاد و نام عبدالله والی اظهار داشت: «یاد و نام مرحوم عبدالله والی را گرامی می‌داریم… ایران اسلامی از این گونه فرزندان مؤمن و ایثارگران و خدمتگزار فراوان دارد و ما به این مردان بی‌ادعا افتخار می‌کنیم و برای مرحوم عبدالله والی از خداوند طلب علو درجات و مغفرت می‌کنیم».